# غونتر ديتريش
غونتر ديتريش (بالألمانية: Günter Dietrich)‏ هو عالم محيطات ألماني، ولد في 15 نوفمبر 1911 في برلين في ألمانيا، وتوفي في 2 أكتوبر 1972 في كيل في ألمانيا.